# Zeppelin-Lindau Rs.III
Zeppelin-Lindau Rs.III (còn gọi một cách không chính xác sau chiến tranh là Dornier Rs.III) là một loại tàu bay một tầng cánh bốn động cơ cỡ lớn, do Claudius Dornier thiết kế chế tạo vào năm 1917 tại nhà máy Zeppelin-Lindau ở hồ Constance bên phía nước Đức.

## Tính năng kỹ chiến thuật (Zeppelin-Lindau Rs.III)
Dữ liệu lấy từ The German Giants
Đặc tính tổng quan
- Kíp lái: 6 người
- Chiều dài: 22,75 m (74 ft 8 in)
- Sải cánh: 37 m (121 ft 5 in)
- Chiều cao: 8,20 m (26 ft 11 in)
- Diện tích cánh: 226 m2 (2.430 foot vuông)
- Trọng lượng rỗng: 7.865 kg (17.339 lb)
- Trọng lượng có tải: 10.670 kg (23.523 lb)
- Sức chứa nhiên liệu: 2.260 kg (4.982 lb) / 3.140 lít
- Động cơ: 4 × Maybach Mb.IVa. kiểu động cơ piston thằng hàng 6 xy-lanh, làm mát bằng nước, 183 kW (245 hp)  mỗi chiếc
- Cánh quạt: 4-lá, 3 m (9 ft 10 in) đường kính

Hiệu suất bay
- Vận tốc cực đại: 135 km/h (84 mph; 73 kn)
- Thời gian bay: 10 tiếng
- Thời gian lên độ cao: 2.000 m (6.562 ft) trong 35 phút

Vũ khí trang bị

- Súng: Trang bị một súng máy ở mũi và hai súng máy trên thân máy bay